# Couy

Couy este o comună în departamentul Cher, Franța. În 1 ianuarie 2022 avea o populație de 376 de locuitori.